# Oronzio Gabriele Costa
Oronzio Gabriele Costa, född den 26 augusti 1787 i Alessano, död den 7 november 1867 i Neapel, var en italiensk zoolog. 
Costa arbetade till att börja med att lära ut zoologi vid universitetet i Neapel och skrev 126 rapporter inom varierande ämnen, främst entomologi. År 1846 blev han president vid Accademia Pontaniana i Neapel. 
Costas två söner, Achille Costa och Giuseppe Costa, var även de zoologer.